# Lescar
Lescar is een gemeente in het Franse departement Pyrénées-Atlantiques (regio Nouvelle-Aquitaine) en telde op 1 januari 2022 9.540 inwoners, die Lescariens worden genoemd. De plaats maakt deel uit van het arrondissement Pau.

## Geschiedenis
Het oppidum van Bilaà werd gebouwd in de tweede en eerste eeuw v.Chr. Het had een omtrek van drie hectare en lag op een kleine verhoging in de vlakte van de Gave. Het oppidum deed dienst als toevluchtsoord voor de bevolking uit de omtrek. In de eerste eeuw werd in de vlakte de Gallo-Romeinse stad Beneharnum of Benarnensium gebouwd. Het was de voornaamste stad van de Venarni. Hiervan is de naam Béarn afgeleid. In de vijfde eeuw werd de stad ommuurd. Uit de Civitas Venearnensium groeide na de kerstening in de vijfde eeuw een bisdom. Bisschop Galactorius was in 506 aanwezig op het Concilie van Agde.
In de middeleeuwen werd op een heuvel boven de vlakte een nieuwe stad gebouwd: Lescar. Lescar was een tijd de hoofdstad van Béarn en ook een bisschopszetel. De bisschop was ook de wereldlijke heer van Lescar. De kathedraal werd gebouwd in romaanse stijl. Het bisschoppelijk paleis, gebouwd in de veertiende eeuw, werd vernield tijdens de Franse Revolutie. Toen werd ook het bisdom Lescar afgeschaft. Lescar werd in de twaalfde eeuw beschermd met een stadsmuur. De westelijke stadspoort was de Porte de l'Esquirette (veertiende eeuw), de oostelijke stadspoort de Porte de Morlaàs.
In de vijftiende en zestiende eeuw was de kathedraal de grafkerk van de koningen van Navarra. Onder impuls van Jeanne d'Albret als koningin van Navarra werd Lescar protestants. In 1563 werd de kathedraal overgedragen aan de protestanten. Lescar werd zo meegezogen in de Hugenotenoorlogen. In 1610 werd de kathedraal teruggegeven aan de katholieke eredienst.

## Geografie
De oppervlakte van Lescar bedroeg op 1 januari 2022 26,5 vierkante kilometer; de bevolkingsdichtheid was toen 360 inwoners per km². De gemeente ligt op de rechteroever van de Gave de Pau.

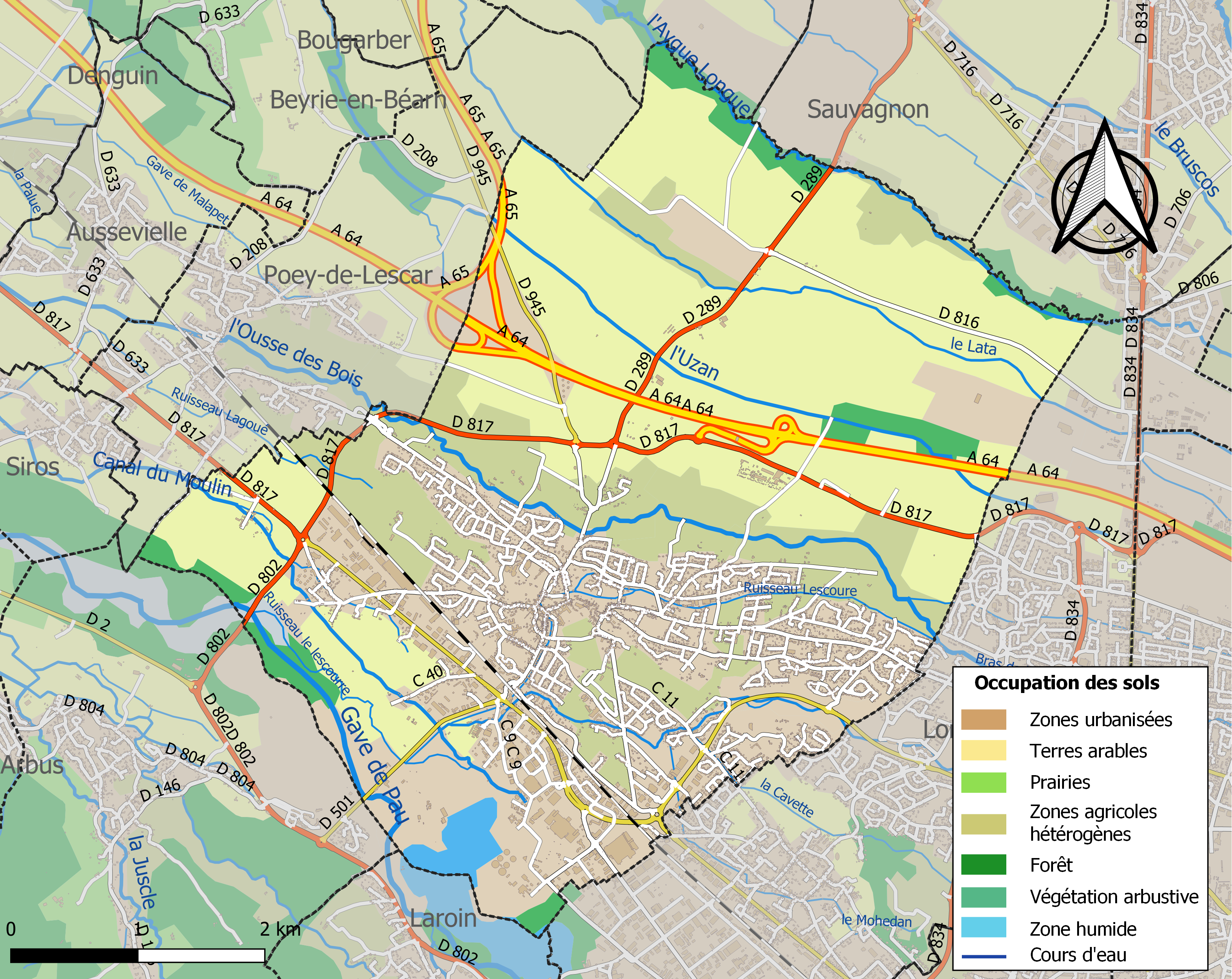
Kaart van de gemeente met belangrijkste infrastructuur, bodemgebruik en omliggende gemeenten

## Demografie
Onderstaande figuur toont het verloop van het inwonertal (bron: INSEE-tellingen).

## Afbeeldingen

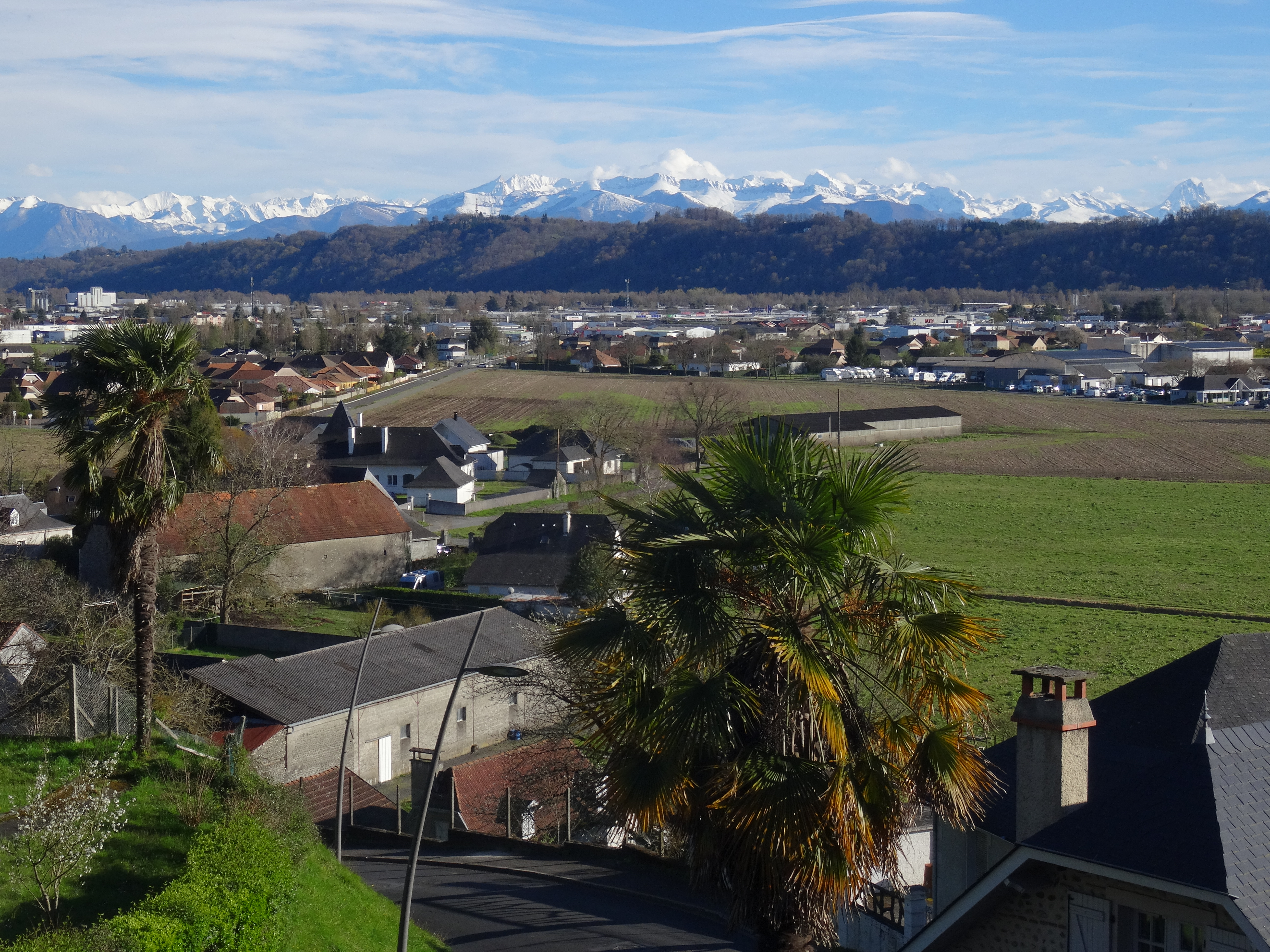
Gezicht op de Pyreneeën
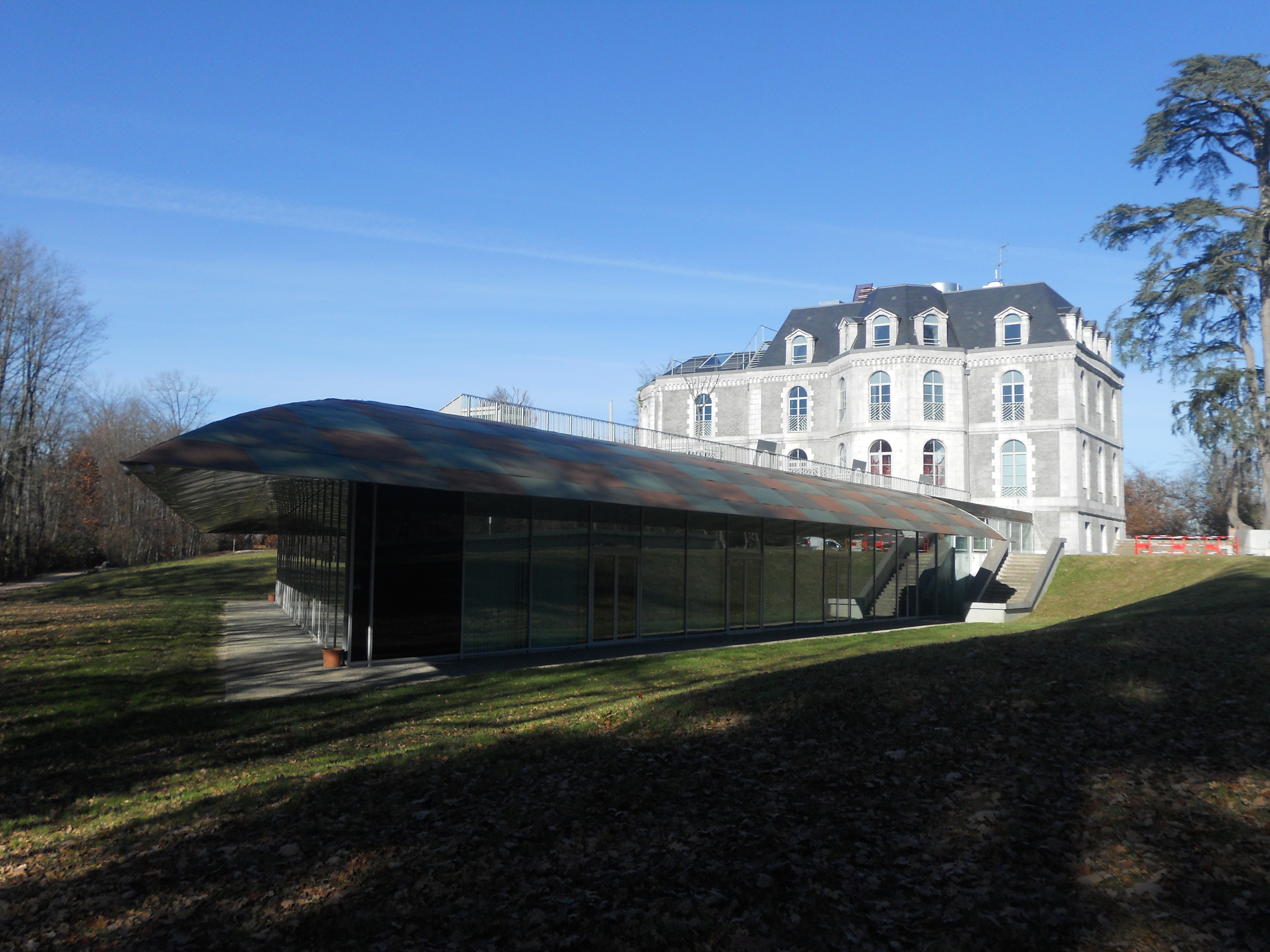
Gemeentehuis
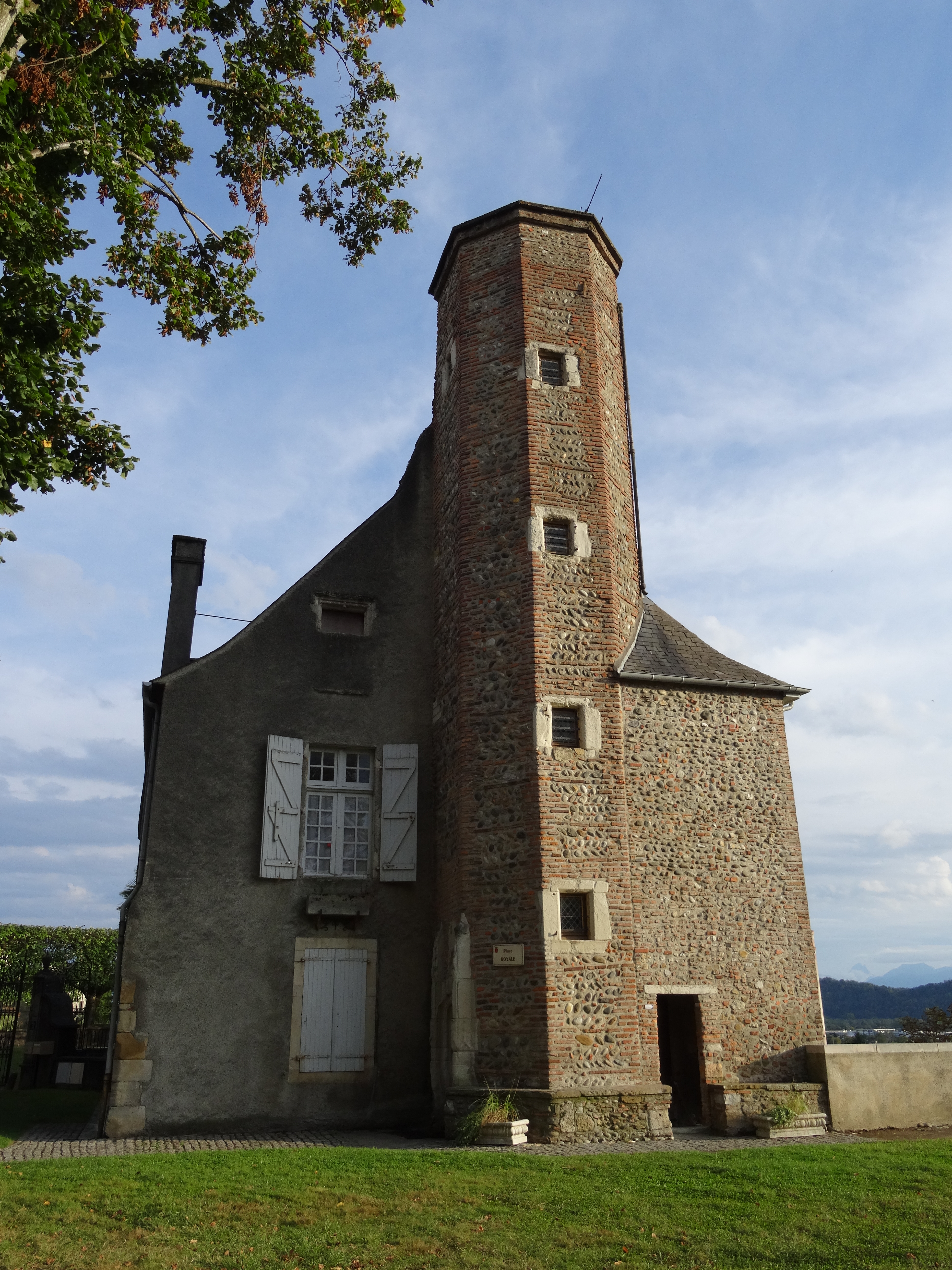
Tour du Presbytère